# Mörsils distrikt
Mörsils distrikt är ett distrikt i Åre kommun och Jämtlands län. Distriktet ligger omkring Mörsil i västra Jämtland.

## Tidigare administrativ tillhörighet
Distriktet inrättades 2016 och utgörs av Mörsils socken i Åre kommun.
Området motsvarar den omfattning Mörsils församling hade 1999/2000.

## Tätorter och småorter
I Mörsils distrikt finns en tätort och en småort.

### Tätorter
- Mörsil

### Småorter
- Ocke